# ディディメレス科
ディディメレス科（ディディメレスか、学名：Didymelaceae）は、被子植物の科のひとつで、マダガスカル島に産する。1属（ディディメレス属のみ）に2種が含まれる。日本には自生種は知られていない。

## 分類

### APG植物分類体系
APG植物分類体系のポストAPG IIではツゲ科と共にツゲ目を作る。
被子植物 Magnoliophyta
真正双子葉類 eudicots
ツゲ目 Buxales
ディディメレス科 Didymelaceae
ディディメレス属 Didymeles
ただし、APG IIIでは、ツゲ科に含まれることになった。

### クロンキスト体系
クロンキスト体系では単型の目ディディメレス目を作る。
被子植物門 Magnoliophyta
双子葉植物綱 Magnolliopsida
マンサク亜綱 Hamamelidae
ディディメレス目 Didymelales
ディディメレス科 Didymelaceae

### 新エングラー体系
新エングラー体系ではレイトネリア科とともにレイトネリア目を作る。
被子植物門 Angiospermae
双子葉植物綱 Dicotyledoneae
古生花被亜綱（≒離弁花類） Archichlamydeae
レイトネリア目 Leitneriales
ディディメレス科 Didymelaceae